# Панну, Тапси
Тапси Панну (хинди तापसी पन्नू, англ. Taapsee Pannu, род. 1 августа 1987, Нью-Дели, Индия) — индийская актриса и модель, которая снимается в основном на нескольких южноиндийских языках и на хинди.

## Биография
Тапси родилась 1 августа 1987 года в Нью-Дели.
Имеет сестру Шагун, которая планирует пойти по её стопам.
Училась в школе Mata Jai Kaur Public School в районе Ашок Вихара, в Дели, и после получения образования в факультете компьютерной инженерной технологии в технологическом институте имени Гуру Тегх Бахадура в Нью-Дели, она работала инженером-программистом. Стала моделью пройдя прослушивание для шоу талантов «Get Gorgeous» на телеканале Channel V, что в конечном итоге привело её к карьере актрисы. Она появлялась в разных рекламных роликах и получила множество наград включая «Pantaloons Femina Miss Fresh Face» и «Safi Femina Miss Beautiful Skin» на конкурсе красоты «2008 Femina Miss India». После нескольких лет, она потеряла интерес к модельной карьере поскольку думала, что никогда не сможет получить должного признания благодаря моделированию, а только через фильмы и, наконец, решила стать актрисой.
В 2010 году состоялся её дебют в кино в фильме режиссёра Ковеламуди Рагхавендра Рао в фильме на телугу Jhummandi Naadam. Её героиня дочь американского миллионера, которая приехала в Индию ради изучения традиционной музыки народа телугу. Фильм имел коммерческий успех. Через год состоялся дебют актрисы в тамильском кино в фильме «Поле битвы», в которого её партнёром был Дхануш. Её героиня англо-индийская девушка, которая влюблена в деревенского парня, но из-за незнания тамильского её персонаж озвучивала актриса и певица Андреа Джеремиа. Фильм имел коммерческий успех, а её роль получила положительную оценку критиков. В том же году Тапси дебютировала в малаялиязычном кинематографе в фильме Doubles, в паре с известным актёром Маммутти.
В том же году вышел фильм Mogudu, её партнёром в которого стал Гопичанд. Картина провалилась в прокате, но её роль получила похвалу критиков. В 2013 году состоялся её дебют в Болливуде, в фильме «Всё нипочём», который являлся ремейком одноимённого фильма 1981 года. Фильм имел коммерческий успех, а актриса получила номинацию за лучшую дебютную женскую роль.
После годового отсутствия она вернулась на экраны в хиндиязычном фильме «Найти и обезвредить», в котором её героиня Шабана — агент под прикрытием. Фильм имел коммерческий успех.
В 2016 году вышел единственный фильм с её участием «Розовый», где она сыграла девушку обвинённую в покушении на убийство после того, как она смогла дать отпор насильнику. Фильм имел коммерческий успех и положительную оценку критиков. 
2017 год для Тапси начался с двуязычного фильма The Ghazi Attack, имевшего коммерческий успех. В том же году вышел фильм Running Shaadi с участием Амита Садха и Арша Баджвы, который провалился в прокате.
В том же году вышел приквел фильма «Найти и обезвредить», Naam Shabana, в котором она повторила свою роль. Фильм имел умеренный коммерческий успех, хотя был запрещён в Пакистане. Другим фильмом того года стал «Беспечные близнецы 2» с Варуном Дхаваном, она исполнила роль, сыгранную в оригинале актрисой Рамбхой. Фильм имел коммерческий успех, также как и оригинал.
Сейчас она снимается в фильме Tadka, выход которого планируется в 2017 или 2018 году. Также она согласилась на съёмки в фильмах Flicker Singh и Mulq.

## Фильмография
| Год  |   | Русское название     | Оригинальное название           | Роль                              |
| ---- | - | -------------------- | ------------------------------- | --------------------------------- |
| 2010 | ф |                      | Jhummandi Naadam (тел.)         | Sravya                            |
| 2011 | ф | Поле битвы           | Aadukalam (там.)                | Irene Claude                      |
| 2011 | ф | Принц моих грёз      | Vastadu Naa Raju (тел.)         | Пуджа                             |
| 2011 | ф |                      | Mr. Perfect (тел.)              | Мэгги                             |
| 2011 | ф | Вира                 | Veera (тел.)                    | Aiki                              |
| 2011 | ф |                      | Vandhaan Vendraan (тел.)        | Анджана                           |
| 2011 | ф | Суженный             | Mogudu (тел.)                   | Raja Rajeshwari                   |
| 2011 | ф |                      | Doubles (малаял.)               | Сайри Бану                        |
| 2012 | ф | Месть / Удар         | Daruvu (тел.)                   | Швета                             |
| 2013 | ф | Из глубины сердца    | Gundello Godari (тел.)          | Сарала                            |
| 2013 | ф | Всё нипочем          | Chashme Baddoor                 | Сима                              |
| 2013 | ф | Фантом               | Shadow (тел.)                   | Мадхубала                         |
| 2013 | ф | Храбрость            | Sahasam (тел.)                  | Шринидхи                          |
| 2013 | ф |                      | Arrambam (там.)                 | Анита                             |
| 2015 | ф | Найти и обезвредить  | Baby                            | Шабана Хан                        |
| 2015 | ф |                      | Kanchana 2 (там.)               | Нандини                           |
| 2015 | ф |                      | Vai Raja Vai                    | Шрея                              |
| 2014 | ф |                      | Dongaata (тел.)                 | камео в песне «The Party Tonight» |
| 2016 | ф | Розовый              | Pink                            | Meenal Arora                      |
| 2017 | ф |                      | Running Shaadi                  | Нимми                             |
| 2017 | ф |                      | The Ghazi Attack (тел.) (хинди) | Ananya                            |
| 2017 | ф |                      | Naam Shabana                    | Шабана Хан                        |
| 2017 | ф |                      | Anando Brahma                   | безямянная девушка призрак        |
| 2017 | ф | Беспечные близнецы 2 | Judwaa 2                        | Самаира                           |
| 2018 | ф |                      | Tadka                           | Николь                            |
| 2018 | ф |                      | Flicker Singh                   |                                   |
| 2018 | ф |                      | Dil Juunglee                    | Koroli Nair                       |
| 2018 | ф |                      | Mulq                            |                                   |